# Ngụy Đô
Ngụy Đô (tiếng Trung: 魏都区; bính âm: Wèidu qu là một khu (quận) thuộc địa cấp thị Hứa Xương, tỉnh Hà Nam, Trung Quốc.

### Nhai đạo
| - Tây Đại Nhai (西大街街道) - Đông Đại Nhai (东大街街道) - Tây Quan (西关街道) - Nam Quan (南关街道) - Bắc Đại Nhai (北大街街道) - Ngũ Nhất Lộ (五一路街道) | - Cao Kiều Doanh (高桥营街道) - Đinh Trang (丁庄街道) - Bán Tiệt Hà (半截河街道) - Thất Lý Điếm (七里店街道) - Văn Phong (文峰街道) - Tân Hưng (新兴街道) |